# Laura Perls
Laura Perls (nacida Lore Posner, Pforzheim, Alemania, 1905 -  13 de julio de 1990) fue una psicóloga y psicoterapeuta quien estableció junto a su marido Fritz Perls la escuela Terapia Gestalt de psicoterapia.

## Biografía
Nació en Pforzheim en una familia judía. Comenzó a interesarse en la psicología a los diceiseis años (Fadiman & Frager, 2002). Como muchos antes y después de ella, su interés comenzó después de leer "La interpretación de los sueños" de Sigmund Freud (Fadiman & Frager, 2002).
En 1930 se casó con Friedrich Salomon ("Fritz") Perls. Se conocieron cuando trabajaban en el Instituto Psicológico de Frankfurt. En 1933 los Perls tuvieron que huir de Alemania durante el ascenso del poder Nazi. Fue entonces cuando permanecieron diez años en Sudáfrica. Ahí escribieron su primer libro juntos, "Yo, Hambre y Agresión" (título original: "Ego, Hunger and Aggression: A Revision of Freud's Theory and Method"), publicado en 1942. Este trabajo contenía los comienzos de su nueva teoría de la psicoterapia, la terapia Gestalt, la cual proponía verse cara a cara con el cliente para notar sus posturas y gestos (Fadiman & Frager, 2002).
En 1951, habiéndose mudado a Nueva York, los Perls, junto con Paul Goodman y Ralph Hefferline, publicaron "Terapia Gestalt: Emoción y Crecimiento en la Personalidad Humana" (título original: "Gestalt Therapy: Excitement and Growth in the Human Personality"). Para 1952, con la ayuda de Paul Goodman, establecieron el Instituto de Gestalt de Nueva York (Fadiman & Frager, 2002).
Cuando Fritz Perls empezó a viajar más a menudo al Instituto Esalen en California a comienzos del decenio de 1960, Laura se quedó en Nueva York para continuar administrando el instituto original.
Laura Perls murió en 1990, a la edad de 85 años.